# Chimarra kokodana
Chimarra kokodana là một loài Trichoptera trong họ Philopotamidae. Chúng phân bố ở miền Australasia.